# Dave Cousins
David Joseph "Dave" Cousins (Hounslow, 7 gennaio 1940 – Canterbury, 13 luglio 2025) è stato un cantante britannico, leader degli Strawbs dal 1967.

## Biografia
Dave Cousins crebbe a Birmingham e studiò arte a Bratford. Nel 1980, Cousins fece un'apparizione nel primo album dei Def Leppard, On Through the Night, precisamente nella canzone When the Walls Came Tumbling Down.
Fu anche uno scrittore in quanto, oltre alle canzoni, pubblicò poesie e altre opere letterarie, tra cui il suo libro più famoso 15 giorni senza testa.